# Tamás Hajnal
Tamás Hajnal (Esztergom, 15 de março de 1981) é um futebolista húngaro que atua como meia. Atualmente defende o Ferencváros.